# Gheorghe Hagi
Gheorghe Hagi (Săcele, Constanţa, 5 de febrero de 1965) es un exfutbolista y entrenador rumano. Conocido como "El Maradona de los Cárpatos", es considerado el mejor futbolista rumano de todos los tiempos y uno de los mejores centrocampistas ofensivos de Europa de los años 80 y 90. En marzo de 2004 fue nombrado en la lista FIFA 100, elaborada por Pelé.
Destacó por su gran habilidad en el regate, rapidez, determinación y potente remate.
Su hijo Ianis Hagi también es futbolista.

## Trayectoria

### Como jugador
Empezó su carrera en 1982 jugando para el Farul Constanţa. Un año después fichó por el Sportul Studenţesc de Bucarest, captado por uno de los hijos del dictador Ceaușescu, que ejercía como patrón del club. Aquí mostró su gran potencial futbolístico anotando 53 goles en 92 partidos de liga. En el Sportul podía permitirse continuar con sus estudios de ciencias económicas. En un partido decisivo ante el Dinamo de Bucarest, llegó a marcar 4 goles y llevó al modesto Sportul a la segunda plaza de la temporada 1985-1986 por primera (y hasta ahora última) vez en su historia. En 1985 y 1986 se proclamó máximo goleador de la liga rumana con 20 y 31 goles respectivamente.
A finales de 1986 se produjo su traspaso al Steaua de Bucarest, antes de que el equipo jugase la Supercopa de Europa 1986 (disputada en febrero de 1987). En principio, el contrato era por un solo partido, pero, tras marcar el gol de la victoria en la final contra el Dynamo de Kiev, el Steaua no quiso devolverlo al Sportul Studenţesc. El Steaua de Bucarest le amplió el contrato por varios años bajo el consentimiento del clan dictatorial de los Ceaușescu. Durante su etapa en el Steaua de Bucarest (1987-1990), jugó 97 partidos y marcó 76 goles. En 1988 llegó a las semifinales de la Copa de Europa, siendo el máximo goleador de aquella edición, y a la final al año siguiente. Fue el campeón de la Liga Rumana en 1987, 1988 y 1989, ganando también la Copa de Rumania esos tres años. En 1989 es declarado segundo mejor jugador de la Copa de Europa (por detrás de Van Basten) y segundo mejor jugador joven de Europa en el premio BRAVO de Guerin Sportivo (tras Maldini). El Steaua se convirtió en un equipo respetado en Europa, e invicto y temible en Rumanía. Gică Hagi fue la cabeza visible del que es considerado el mejor equipo rumano de la historia. Hagi marcaba las diferencias de forma muy visible mediante su buena técnica, su dribbling en corto y, sobre todo, por su temible disparo con la pierna izquierda. La derrota que sufrió en la final de la Copa de Europa de 1989, ante el AC Milan, por 4-0, fue imborrable para un Hagi acostumbrado a ganar por aquel entonces. Más tarde declaró: "Jamás sentí tanta impotencia en un partido de fútbol".
En 1990, Hagi jugó su primer Mundial. Su juego impresionó al Real Madrid, que lo fichó al acabar la competición. Su traspaso fue el más caro de la historia para un equipo rumano ($4.3 millones). La caída del régimen comunista rumano en las Navidades de 1989 fue decisiva para la posibilidad de Hagi de irse al extranjero. Hagi permaneció en el Real Madrid 2 años, siendo después vendido al Brescia italiano. Con el Brescia, Hagi subió el equipo a la Serie A, pero bajó de nuevo al año siguiente.
Fichó por el F. C. Barcelona en 1994. Dos técnicos marcaron su etapa española: Radomir Antić (en el Real Madrid) y Cruyff (en el F. C. Barcelona), por quien Hagi sintió una profunda admiración en los años sucesivos, pese al hecho de haber mantenido algunas diferencias con respecto a su juego. No ganó ningún trofeo de renombre en España.
Tras 2 años en el F. C. Barcelona, Hagi firmó por el Galatasaray. Junto a su entrenador, Fatih Terim, construyó un equipo que ganó la Copa de la UEFA, derrotando al Arsenal, y la Supercopa Europea, contra su primer equipo en España, el Real Madrid. Actualmente, es considerado el mejor jugador extranjero en jugar jamás en Turquía.
Se retiró como futbolista en el año 2001 y recibió un homenaje en Bucarest, donde congregó a los mejores jugadores del fútbol mundial.
Según los datos del FIFA, Hagi anotó 227 goles en 485 partidos oficiales de ligas de Primera División jugados en Rumanía, España y Turquía.

### Como entrenador

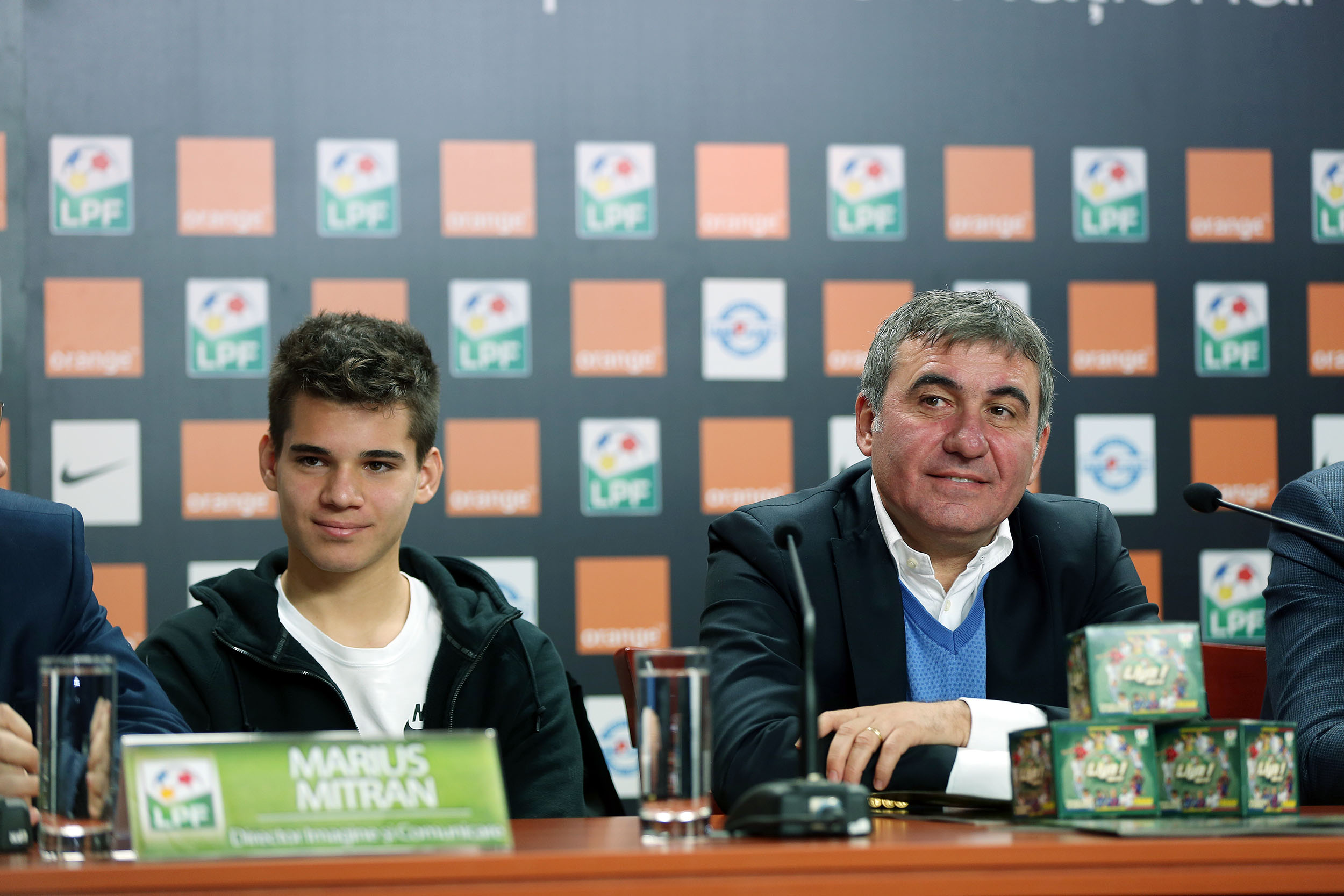
Hagi en 2015 como entrenador del FC Viitorul Constanța, junto a su hijo, Ianis.

En 2001, fue nombrado seleccionador de Rumanía, sustituyendo a Ladislau Bölöni. Tras no conseguir la clasificación para la Copa Mundial de Fútbol Corea y Japón 2002, Hagi fue destituido. Como seleccionador duró tan solo 6 meses. En 2003 cogió el mando del Bursaspor, equipo turco de primera división, pero abandonó el equipo tras un mal arranque de liga. En 2004 fue nombrado mánager del Galatasaray y ganó la Copa de Turquía en 2005. El Steaua Bucarest le quiso fichar en el verano de 2005, pero, tras no llegar a un acuerdo económico, decidió convertirse en el mánager del FCU Politehnica Timișoara, del que sería destituido pocos meses más tarde.
Actualmente, Hagi es el propietario del hotel Iaki, en Mamaia, situado en la costa del Mar Negro.
Otra anécdota es que el estadio de Constanța llevó su nombre hasta que fichó por el FCU Politehnica Timișoara, en 2005.
En 2011, Gheorghe Hagi, hasta fechas atrás entrenador del Galatasaray, fue nombrado seleccionador de Rumanía de nuevo. Diez años después de haber ocupado el cargo, sucedió al dimitido Răzvan Lucescu.
Finalmente, en 2012-2013, Hagi creó su propia escuela de fútbol en la ciudad portuaria de Constanța, en el Mar Negro, al sureste del país, de donde es originario el jugador y consiguió ser el dueño del equipo Viitorul Constanța, que juega en la primera división de la liga rumana. Hagi selecciona y mejora a todos los niños que juegan en su escuela, quienes, finalmente, tendrán la oportunidad de jugar en el equipo de la primera división, con un gran futuro por delante.
El equipo de Hagi, el Viitorul Constanța, ha conseguido ganar, en la temporada 2016-2017, el título de la Primera División de Rumanía, lo que hace que este equipo haya tenido un rápido desarrollo desde su reciente creación hasta convertirse en el campeón de su liga.

## Selección nacional
Su debut con la Selección Rumana llegó en 1983, a los 18 años, enfrentando a Noruega, en un partido celebrado en Oslo. En 1984, disputa la Eurocopa de Francia, donde participa en los partidos ante España y Alemania Federal. En 1985, con la edad de 20 años, juega en Wembley ante Inglaterra. Envía dos veces el balón al poste; uno de ellos es mediante un disparo lejano que se estampa contra el travesaño. Ese mismo año, capitanea por primera vez el equipo nacional rumano, en un partido ante Irlanda del Norte. Rumanía no se clasificó para el Mundial de México en 1986 ni para la Eurocopa de 1988. En cambio, se clasificó para el Mundial de Italia en 1990, dejando en el camino a Dinamarca. En el Mundial italiano, Hagi no disputó el partido ante la URSS por estar suspendido, con triunfo rumano por 2-0. Jugó ante Camerún, perdiendo 1-2 y ante Argentina, empatando 1-1 (donde se enfrenta a uno de sus héroes: Maradona). Rumanía quedó segunda del grupo. En octavos de final jugó contra Irlanda y empató 0-0; después, en la tanda de penaltis perdió la oportunidad de llegar a cuartos de final.
Sucumbió ante Escocia en su intento de alcanzar la Eurocopa de 1992. Posteriorment, logró clasificarse al límite para el Mundial de EE. UU. de 1994 después de superar a Bélgica, Checoslovaquia y Gales. Pese a contribuir con cinco goles en la fase de clasificación, Hagi llegó al Mundial americano sumido en cierto ostracismo (ese año había jugado en la Serie B italiana), al contrario que 4 años antes, pero con la calidad intacta. Disputó los tres partidos de la primera fase ante Colombia, Suiza y Estados Unidos. Ante los colombianos, Hagi marcó un gol con un disparo lejano en parábola, desde una posición escorada, que se coló en la escuadra de la portería de Óscar Córdoba, más dos asistencias de gol a Florin Răducioiu, que anotó dos goles para llevar a su equipo a vencer a la victoria por (3-1), Hagi fue considerado por la prensa el mejor jugador del partido gracias a su extraordinaria y exuberante exhibición de fútbol. Ante Suiza, volvió a anotar con un disparo certero, pero su equipo perdió (1-4). En el encuentro decisivo ante los anfitriones, Estados Unidos, Hagi volvió a llevar a los rumanos hacia la victoria (1-0), poniendo continuamente en aprietos a los zagueros estadounidenses. Rumanía ganó el Grupo A, pero se enfrentaron, en la siguiente fase a Argentina, azotada por el caso Maradona. Rumanía consiguió una victoria por 3-2 ante los subcampeones mundiales. Hagi anotó el tercero de los tantos (con la pierna derecha) y le dio una asistencia a Ilie Dumitrescu para el segundo. Hagi volvió a estar en todas las portadas mundiales por su exhibición ante Argentina. En los cuartos de final, cuando todo parecía controlado ante una Suecia con 10 hombres y las semifinales ante Brasil se vislumbraban en el horizonte, un error del guardameta Prunea, en la prórroga, llevó a los rumanos a ser empatados (2-2) y, luego, a perder en la tanda de penaltis. El acierto de Hagi en la tanda no fue suficiente, pues Belodedici fallo el último lanzamiento, atajado por el portero sueco Ravelli.
En la Copa Mundial de Fútbol de Francia de 1998, Rumanía salió primera de su grupo, después de ganar los partidos frente a Colombia (1-0) e Inglaterra (2-1) en el último minuto; luego empató 1-1 frente a Túnez. Hagi seguía siendo la clave del equipo, ya no tan explosivo como en el mundial anterior, pero siempre cerebral y preciso. Rumanía llegó a octavos de final, pero fue eliminada 1-0 por Croacia con un penalti de Šuker.
Tras el mundial, Hagi decidió retirarse de la selección, aunque luego volvió para disputar la Eurocopa de 2000. Hagi jugó con la selección de su país en tres Mundiales de Fútbol (Italia, EE. UU. y Francia) y tres Eurocopas (Francia, Inglaterra y Bélgica y Países Bajos 2000). Fue capitán de su selección por primera vez en el mundial del 94, y siguió siéndolo hasta que se retiró. Disputó con la selección 125 partidos y marcó 35 goles, siendo el máximo goleador rumano de la historia.

### Participaciones en Copas del Mundo
| Mundial                        | Sede                     | Resultado                | Partidos | Goles | Asist. |
| ------------------------------ | ------------------------ | ------------------------ | -------- | ----- | ------ |
| Copa Mundial de Fútbol de 1990 | Italia                   | Octavos de final         | 3        | 0     | 0      |
| Copa Mundial de Fútbol de 1994 | Estados Unidos           | Cuartos de final         | 5        | 3     | 4      |
| Copa Mundial de Fútbol de 1998 | Francia                  | Octavos de final         | 4        | 0     | 2      |
| Total en Copas del Mundo       | Total en Copas del Mundo | Total en Copas del Mundo | 12       | 3     | 6      |

### Participaciones en Eurocopas
| Eurocopa           | Sede                   | Resultado          | Partidos | Goles | Asist. |
| ------------------ | ---------------------- | ------------------ | -------- | ----- | ------ |
| Eurocopa 1984      | Francia                | Primera ronda      | 2        | 0     | 0      |
| Eurocopa 1996      | Inglaterra             | Primera ronda      | 3        | 0     | 1      |
| Eurocopa 2000      | Bélgica y Países Bajos | Cuartos de final   | 3        | 0     | 0      |
| Total en Eurocopas | Total en Eurocopas     | Total en Eurocopas | 8        | 0     | 1      |

## Estadísticas

### Como jugador

#### Primera división
| Club               | País    | Año       | Partidos | Goles | Promedio |
| ------------------ | ------- | --------- | -------- | ----- | -------- |
| FC Farul Constanța | Rumania | 1982-1983 | 18       | 7     | 0.39     |
| Sportul Studențesc | Rumania | 1983-1987 | 108      | 58    | 0.54     |
| Steaua Bucarest    | Rumania | 1987-1990 | 97       | 76    | 0.78     |
| Real Madrid        | España  | 1990-1992 | 64       | 15    | 0.23     |
| Brescia Calcio     | Italia  | 1992-1994 | 61       | 14    | 0.23     |
| F. C. Barcelona    | España  | 1994-1996 | 36       | 7     | 0.19     |
| Galatasaray        | Turquía | 1996-2002 | 132      | 59    | 0.45     |
| TOTAL              | TOTAL   | TOTAL     | 516      | 236   | 0.46     |

#### Copas internacionales
| Club                         | Temporada | Torneo                               | Partidos | Goles | Promedio |
| ---------------------------- | --------- | ------------------------------------ | -------- | ----- | -------- |
| Sportul Studențesc · Rumania | 1983-84   | Copa de la UEFA 1983-84              | 2        | 0     | 0.0      |
| Sportul Studențesc · Rumania | 1984-85   | Copa de la UEFA 1984-85              | 2        | 0     | 0.0      |
| Sportul Studențesc · Rumania | 1985-86   | Copa de la UEFA 1985-86              | 2        | 3     | 1.5      |
| Steaua Bucarest · Rumania    | 1986-87   | Supercopa de Europa 1986             | 1        | 1     | 1.0      |
| Steaua Bucarest · Rumania    | 1986-87   | Copa de Campeones de Europa 1986-87  | 4        | 1     | 0.25     |
| Steaua Bucarest · Rumania    | 1987-88   | Copa de Campeones de Europa 1987-88  | 8        | 4     | 0.5      |
| Steaua Bucarest · Rumania    | 1988-89   | Copa de Campeones de Europa 1988-89  | 9        | 6     | 0.66     |
| Steaua Bucarest · Rumania    | 1989-90   | Copa de Campeones de Europa 1989-90  | 3        | 1     | 0.33     |
| Real Madrid C. F. · España   | 1990-91   | Copa de Campeones de Europa 1990-91  | 4        | 0     | 0.0      |
| Real Madrid C. F. · España   | 1991-92   | Copa de la UEFA 1991-92              | 10       | 3     | 0.3      |
| F. C. Barcelona · España     | 1994-95   | Liga de Campeones de la UEFA 1993-94 | 4        | 0     | 0.0      |
| F. C. Barcelona · España     | 1995-96   | Copa de la UEFA 1995-96              | 10       | 3     | 0.3      |
| Galatasaray S. K. Turquía    | 1996-97   | Recopa de Europa 1996-97             | 3        | 1     | 0.33     |
| Galatasaray S. K. Turquía    | 1997-98   | Liga de Campeones de la UEFA 1997-98 | 6        | 0     | 0.0      |
| Galatasaray S. K. Turquía    | 1998-99   | Liga de Campeones de la UEFA 1998-99 | 8        | 3     | 0.38     |
| Galatasaray S. K. Turquía    | 1999-00   | Liga de Campeones de la UEFA 1999-00 | 7        | 2     | 0.28     |
| Galatasaray S. K. Turquía    | 1999-00   | Copa de la UEFA 1999-00              | 8        | 2     | 0.25     |
| Galatasaray S. K. Turquía    | 2000-01   | Supercopa de Europa 2000             | 1        | 0     | 0.0      |
| Galatasaray S. K. Turquía    | 2000-01   | Liga de Campeones de la UEFA 2000-01 | 10       | 2     | 0.2      |
| Total                        | Total     | Total                                | 95       | 32    | 0.33     |

#### Resumen estadístico
|                       | Partidos | Goles | Promedio |
| --------------------- | -------- | ----- | -------- |
| Primera División      | 485      | 227   | 0.47     |
| Copas internacionales | 95       | 32    | 0.33     |
| Selección Rumana      | 125      | 36    | 0.28     |
| TOTAL                 | 705      | 294   | 0.42     |

### Como entrenador
| Club                  | País    | Año       |
| --------------------- | ------- | --------- |
| Selección de Rumania  | Rumania | 2001      |
| Bursaspor             | Turquía | 2003      |
| Galatasaray           | Turquía | 2004-2005 |
| Politehnica Timișoara | Rumania | 2006      |
| Steaua Bucarest       | Rumania | 2007      |
| Galatasaray           | Turquía | 2010-2011 |
| Viitorul Constanța    | Rumania | 2014-2020 |

## Palmarés

### Como jugador

#### Copas nacionales
| Título               | Equipo          | País    | Año  |
| -------------------- | --------------- | ------- | ---- |
| Liga Rumana          | Steaua Bucarest | Rumanía | 1987 |
| Copa de Rumania      | Steaua Bucarest | Rumanía | 1987 |
| Liga Rumana          | Steaua Bucarest | Rumanía | 1988 |
| Copa de Rumania      | Steaua Bucarest | Rumanía | 1989 |
| Liga Rumana          | Steaua Bucarest | Rumanía | 1990 |
| Supercopa de España  | Real Madrid     | España  | 1990 |
| Supercopa de España  | F. C. Barcelona | España  | 1994 |
| Superliga de Turquía | Galatasaray     | Turquía | 1997 |
| Superliga de Turquía | Galatasaray     | Turquía | 1998 |
| Superliga de Turquía | Galatasaray     | Turquía | 1999 |
| Copa de Turquía      | Galatasaray     | Turquía | 1999 |
| Superliga de Turquía | Galatasaray     | Turquía | 2000 |
| Copa de Turquía      | Galatasaray     | Turquía | 2000 |

#### Copas internacionales
| Título              | Equipo          | País    | Año  |
| ------------------- | --------------- | ------- | ---- |
| Supercopa de Europa | Steaua Bucarest | Rumania | 1986 |
| Copa de la UEFA     | Galatasaray     | Turquía | 2000 |
| Supercopa de Europa | Galatasaray     | Turquía | 2000 |

### Como entrenador
| Título               | Club               | País    | Año  |
| -------------------- | ------------------ | ------- | ---- |
| Copa de Turquía      | Galatasaray        | Turquía | 2005 |
| Liga Rumana          | Viitorul Constanța | Rumania | 2017 |
| Copa de Rumania      | Viitorul Constanța | Rumania | 2019 |
| Supercopa de Rumania | Viitorul Constanța | Rumania | 2019 |

### Distinciones personales
| Distinción                                                                      | Año              |
| ------------------------------------------------------------------------------- | ---------------- |
| Nombrado Mejor Jugador Rumano del Año con el Sportul Studentesc.                | 1985             |
| Máximo goleador de la Liga Rumana                                               | 1985, 1986       |
| Nombrado Mejor Jugador Rumano del Año con el Steaua de Bucarest                 | 1987.            |
| Máximo goleador de la Copa de Europa                                            | 1988             |
| Nombrado Mejor Jugador Rumano del Año con el Brescia.                           | 1993, 1994       |
| Equipo de las Estrellas de la Copa del Mundo                                    | 1994             |
| 4.º lugar Balón de Oro                                                          | 1994             |
| Nombrado Mejor Jugador Rumano del Año con el Galatasaray.                       | 1997, 1999, 2000 |
| Nombrado uno de los 100 Mejores Jugadores de la Historia (World Soccer).        | 1999             |
| Jugadores de oro de la UEFA - Jugador de oro de Rumania                         | 2003             |
| Elegido como uno de los 125 mejores futbolistas vivos de la historia (FIFA 100) | 2004             |
| Nombrado el Mejor Futbolista Rumano de la Historia (IFFHS).                     | 2006             |
| Premio Golden Foot "Leyenda del Fútbol"                                         | 2015             |